# Dragiša Binić
Dragiša Binić (srbskou cyrilicí Драгиша Бинић; * 20. října 1961 Kruševac) je bývalý jugoslávský fotbalový reprezentant srbské národnosti, hrající na postu útočníka. Kandidoval též i na předsedu fotbalového svazu Srbska.

## Klubová kariéra
Binić je odchovancem srbského klubu Napredak Kruševac a patřil k významným oporám mužstva Crvena Zvezda Beograd, se kterým v roce 1991 vyhrál Pohár mistrů evropských zemí. Poté přestoupil za 30 milionů korun československých do pražské Slavie. Tam ho ale provázely skandály a po dvou sezónách z klubu odešel. Poté hrál v kyperských a japonských fotbalových mužstvech. Jeho syn Vladan Binić hrál za rezervu Sparty Praha.

### Ligová bilance
| Ročník           | Zápasy | Góly | Klub                   |
| ---------------- | ------ | ---- | ---------------------- |
| I. liga 1980/81  | 2      | 0    | Napredak Kruševac      |
| II. liga 1981/82 | 4      | 0    | Napredak Kruševac      |
| II. liga 1982/83 | 14     | 3    | Napredak Kruševac      |
| I. liga 1983/84  | 19     | 1    | Radnički Niš           |
| I. liga 1984/85  | 27     | 4    | Radnički Niš           |
| II. liga 1985/86 | 31     | 8    | Radnički Niš           |
| I. liga 1986/87  | 24     | 3    | Radnički Niš           |
| I. liga 1987/88  | 27     | 13   | Crvena Zvezda Bělehrad |
| II. liga 1988/89 | 29     | 18   | Stade Brestois         |
| II. liga 1989/90 | 7      | 0    | Levante UD             |
| I. liga 1990/91  | 27     | 14   | Crvena Zvezda Bělehrad |
| I. liga 1991/92  | 12     | 5    | Slavia Praha           |
| I. liga 1992/93  | 7      | 3    | Slavia Praha           |
| I. liga 1993/94  | 14     | 10   | APOEL Nikósia          |
| I. liga 1994     | 8      | 5    | Nagoya Grampus         |
| I. liga 1995     | 6      | 5    | Tosu Futures           |
| CELKEM I. LIGA   | 179    | 63   |                        |
| CELKEM II. LIGA  | 85     | 29   |                        |

### Evropské poháry
V evropských pohárech nastoupil celkem v 18 utkáních, v nichž vstřelil 3 branky (PMEZ: 9/2, Pohár UEFA: 9/1).

## Reprezentační kariéra
Binić nastoupil za reprezentaci ke 3 zápasům (12.09.1990–01.05.1991), svůj jediný gól vstřelil v Bělehradu Severnímu Irsku ve svém druhém startu 27. března 1991. Všechna utkání byla kvalifikační.